# معركة اسكندرونة (971)
معركة اسكندرونة أو الاسكندرونة، كانت أول معركة بين قوات الإمبراطورية البيزنطية والدولة الفاطمية في أقصى شمال غرب الشَّام، وقعت المعركة في أوائل عام 971 بالقرب من الإسكندرية، بينما كان الجيش الفاطمي الرئيسي يحاصر أنطاكية، التي استولى عليها البيزنطيون قبل عامين. قام البيزنطيون، بقيادة أحد خصيان أسرة الإمبراطور يوحنا زيمسكي، بإغراء مفرزة فاطمية قوامها 4000 جندي لمهاجمة معسكرهم الفارغ ثم هاجموهم من جميع الجهات، ودمروا القوة الفاطمية، أجبرت الهزيمة في اسكندرونة، إلى جانب قيام القرامطة بغزو جنوب سوريا، أن يقوم الفاطميين على رفع الحصار وانسحابهم من المنطقة.

## خلفية
في 28 أكتوبر 969، سقطت أنطاكية في أيدي القائد البيزنطي مايكل بورتز. وسرعان ما أعقب سقوط المدينة الكبرى في شمال الشَّام إلى توقيع معاهدة صفر بين البيزنطيين وإمارة حلب الحمدانية، والتي جعلت حلب تابعة إلى الإمبراطورية البيزنطية، لتسيطر على كامل المناطق الحدودية العباسية السابقة (الثغور) في قيليقية وأعالي الجزيرة، وكذلك الشريط الساحلي لسوريا بين البحر الأبيض المتوسط ونهر العاصي حتى ضواحي طرابلس وعرقة وشيزر. كانت السيطرة البيزنطية على هذه المنطقة في البداية نظرية فقط، وهدد مقتل الإمبراطور البيزنطي نقفور الثاني في ديسمبر 969 بإبطال المكاسب البيزنطية في المنطقة.
وإلى الجنوب، كانت قوات الدولة الفاطمية بإفريقية، بقيادة جوهر الصقلي، قد غزت مصر للتو من حكامها الإخشيديين، استغل الفاطميون روح الجهاد وهدفوا إلى إضفاء الشرعية على حكمهم، فاستخدموا التقدم البيزنطي في أنطاكية والتهديد "الكافر" كعنصر رئيسي في دعايتهم الموجهة نحو المنطقة التي تم فتحها حديثًا، إلى جانب الوعود باستعادة الحكومة العادلة. ساعدت أخبار سقوط أنطاكية في إقناع الفاطميين بالسماح لجوهر بإرسال جعفر بن فلاح لغزو فلسطين هناك، واستطاع جعفر هزيمة آخر فلول الإخشيديين تحت قيادة الحسن بن عبيد الله بن طغج واستولى على الرملة في مايو 970، قبل احتلال دمشق في نوفمبر.

## حصار أنطاكية ومعركة الإسكندرونة
بمجرد استسلام دمشق تقريبًا، عهد جعفر بن فلاح إلى أحد الغلمان، ويُدعى فُتوح، لتنفيذ الجهاد الموعود ضد البيزنطيين، على الرغم من أن كتاب عيون الأخبار في القرن الخامس عشر بقلم المؤرخ اليماني إدريس عماد الدين قد ذكر أخو مسلم كقائد. قام فتوح بتجميع جيش كبير من بربر كتامة، معززًا بجبايات من فلسطين وجنوب سوريا، وانتقل لمحاصرة أنطاكية في ديسمبر 970، يدعي الكاتب البيزنطي كيدرينوس أن عدد الجيش الفاطمي كان 100 ألف مُقاتل، وهو عدد مبالغ فيه بشكل واضح، لكن عماد الدين سجل العدد بـ 20 ألف مُقاتل. حاصر الفاطميون المدينة، لكن سكانها أبدوا مقاومة شديدة، واضطر ابن فلاح إلى إرسال جيشًا تلو الآخر، وعلى ما يبدو من المقاتلين الذين تم تجميعهم من جنوب الشام، ووفقًا لرواية المقريزي المصري في القرن الخامس عشر، مع هذه القوات الإضافية، التي يقدر عددها بـ 4 آلاف مُقاتل، أصبح من الممكن وقف إمداد المدينة تمامًا عن طريق اعتراض القوافل المتجهة نحوها.
في هذه الأثناء، لم يتمكن يوحنا زيمسكي، من التدخل شخصيًا في الشرق بسبب الغزو الأكثر خطورة لبلغاريا من قبل سفياتوسلاف الأول ملك كييف. ونتيجة لذلك، أرسل قوة صغيرة تحت قيادة مخصي موثوق به من عائلته، البطريق نيكولاس، الذي كان وفقًا لليو الشماس المعاصر من ذوي الخبرة في المعركة، وذلك بهدف تخفيف الحصار. في هذه الأثناء، استمر حصار أنطاكية لمدة خمسة أشهر خلال الشتاء وحتى الربيع، دون نتيجة، وفي مرحلة ما، تحركت مفرزة فاطمية - وفقًا لابن الدواداري - 4000 رجل تحت قيادة زعيم أمازيغي يدعى أراس وأمير طرسوس السابق ابن الزيات شمالًا ضد الإسكندرونة، حيث كان جيش الإغاثة البيزنطي يخيم، وبعد إبلاغه باقترابهم، قام القائد البيزنطي بإخلاء المعسكر ووضع قواته في كمين، وبعد أن وجدت معسكر العدو مهجورًا، بدأت القوات الفاطمية في نهبه، متجاهلة أي شيء آخر، في تلك اللحظة شن نقولا هجوما مباغتا من جميع الجهات وتفككت القوة الفاطمية، وهلك معظم الجيش الفاطمي، لكن أراس وابن الزيات تمكنوا من الفرار.
كانت الهزيمة في الإسكندرونة بمثابة ضربة قوية للمعنويات الفاطمية. إلى جانب أنباء تقدم القرامطة ضد دمشق، وهم جماعة إسماعيلية متشددة نشأت من البحرين، وعلى إثر ذلك، أمر جعفر بن فلاح غُلامه فتوح برفع حصار أنطاكية في أوائل يوليو 971، وعاد الجيش إلى دمشق، ومن هناك توزعت مختلف الوحدات على مناطقهم الأصلية.

## ما بعد الكارثة
انتهى الصدام الأول بين القوتين الرئيسيتين في شرق البحر الأبيض المتوسط بانتصار بيزنطي، مما عزز من ناحية الموقف البيزنطي في شمال سوريا ومن ناحية أخرى أضعف الفاطميين، سواء في الأرواح المفقودة أو في المعنويات والسمعة، وكما كتب المؤرخ بول والكر، لو كان ابن فلاح "يمتلك القوات والهيبة التي فقدها في الإسكندرونة، لكان من الممكن أن يقاوم هجوم القرامطة، وربما كانت جيوش المناطق المحلية ستساعده لو لم يتفرقوا". في النهاية لم يتمكن جعفر من مقاومة القرامطة وحلفائهم من البدو العرب، واتخذ القرار القاتل بمواجهتهم في الصحراء، فهُزِم وقُتل في معركة في أغسطس 971. لقد كانت هزيمة أدت إلى الانهيار شبه الكامل للسيطرة الفاطمية على جنوب الشام وفلسطين، وإلى غزو القرامطة لمصر، فقد انتصر الفاطميون قبل الفسطاط، وتمكنوا في النهاية من طرد القرامطة من الشام واستعادة سيطرتهم على المحافظة المضطربة. ظل البيزنطيون هادئين حتى الحملات الكبرى التي قادها يوحنا زيمسكي شخصيًا في 974-975، وعلى الرغم من أن الإمبراطور تقدم في عمق الأراضي الشَّاميَّة وهدد بالاستيلاء على القدس، إلا أن وفاته في يناير 976 رفعت الخطر البيزنطي عن الفاطميين، وعلى إثر ذلك سادت فكرة لدى البيزنطيين أنهم لن يحاولوا مرة أخرى أبدًا التقدم إلى ما هو أبعد من مناطقهم حول أنطاكية.